# Clash of the Titans (gira)
Clash of the Titans fue el nombre de una gira mundial de 1990 a 1991, compuesta por bandas populares de thrash metal estadounidenses. Entre las agrupaciones que participaron destacan Megadeth, Slayer, Testament, Suicidal Tendencies y Anthrax, con Alice in Chains como teloneros en algunas fechas de la gira.

## Fechas de la gira
| Fecha                    | Ciudad                       | País           | Lugar                              |
| Europa                   | Europa                       | Europa         | Europa                             |
| ------------------------ | ---------------------------- | -------------- | ---------------------------------- |
| 22 de septiembre de 1990 | Genk                         | Bélgica        | Limburghal                         |
| 23 de septiembre de 1990 | Berna                        | Suiza          | Festhalle                          |
| 24 de septiembre de 1990 | Florencia                    | Italia         | Firenze Palasport                  |
| 25 de septiembre de 1990 | Milán                        | Italia         | Palatrussardi                      |
| 27 de septiembre de 1990 | Barcelona                    | España         | Velòdrom d'Horta                   |
| 28 de septiembre de 1990 | San Sebastián                | España         | Velódromo de Anoeta                |
| 30 de septiembre de 1990 | Leiden                       | Holanda        | Groenoordhallen                    |
| 2 de octubre de 1990     | París                        | Francia        | Le Zénith                          |
| 3 de octubre de 1990     | Stuttgart                    | Alemania       | Hanns-Martin-Schleyer-Halle        |
| 4 de octubre de 1990     | Mainz                        | Alemania       | Rheingoldhalle                     |
| 5 de octubre de 1990     | Múnich                       | Alemania       | Rudi-SedlMayoer-Halle              |
| 6 de octubre de 1990     | Düsseldorf                   | Alemania       | Philips Halle                      |
| 7 de octubre de 1990     | Bremen                       | Alemania       | Stadthalle Bremen                  |
| 9 de octubre de 1990     | Stockholm                    | Suecia         | Solnahallen                        |
| 10 de octubre de 1990    | Copenhague                   | Dinamarca      | K.B. Hallen                        |
| 12 de octubre de 1990    | Edinburgh                    | Escocia        | Exhibition and Trade Centre        |
| 13 de octubre de 1990    | Birmingham                   | Inglaterra     | National Exhibition Centre         |
| 14 de octubre de 1990    | Londres                      | Inglaterra     | Wembley Arena                      |
| Norteamérica             |                              |                |                                    |
| 16 de mayo de 1991       | Dallas                       | Estados Unidos | Starplex Amphitheatre              |
| 17 de mayo de 1991       | Lubbock, Texas               | Estados Unidos | Lubbock Municipal Coliseum         |
| 18 de mayo de 1991       | San Antonio                  | Estados Unidos | Sunken Gardens Amphitheater        |
| 19 de mayo de 1991       | Houston, Texas               | Estados Unidos | The Summit                         |
| 21 de mayo de 1991       | El Paso, Texas               | Estados Unidos | El Paso County Coliseum            |
| 22 de mayo de 1991       | Albuquerque, Nuevo México    | Estados Unidos | Tingley Coliseum                   |
| 23 de mayo de 1991       | Phoenix, Arizona             | Estados Unidos | Arizona Veterans Memorial Coliseum |
| 24 de mayo de 1991       | San Diego                    | Estados Unidos | San Diego Sports Arena             |
| 25 de mayo de 1991       | Costa Mesa, California       | Estados Unidos | Pacific Amphitheatre               |
| 26 de mayo de 1991       | Daly City, California        | Estados Unidos | Cow Palace                         |
| 27 de mayo de 1991       | Sacramento, California       | Estados Unidos | ARCO Arena                         |
| 29 de mayo de 1991       | Portland, Oregon             | Estados Unidos | Memorial Coliseum                  |
| 30 de mayo de 1991       | Seattle                      | Estados Unidos | Mercer Arena                       |
| 31 de mayo de 1991       | Spokane, Washington          | Estados Unidos | Spokane Coliseum                   |
| 1 de junio de 1991       | Vancouver                    | Canadá         | Pacific Coliseum                   |
| 3 de junio de 1991       | Salt Lake City               | Estados Unidos | Bonneville Raceway                 |
| 5 de junio de 1991       | Morrison, Colorado           | Estados Unidos | Red Rocks Amphitheatre             |
| 6 de junio de 1991       | Omaha, Nebraska              | Estados Unidos | Omaha Civic Auditorium             |
| 7 de junio de 1991       | Bonner Springs, Kansas       | Estados Unidos | Sandstone Amphitheater             |
| 8 de junio de 1991       | Cedar Rapids, Iowa           | Estados Unidos | Five Seasons Center                |
| 9 de junio de 1991       | Forest Lake, Minnesota       | Estados Unidos | Trout Aire Amphitheatre            |
| 11 de junio de 1991      | Springfield, Illinois        | Estados Unidos | Prairie Capital Convention Center  |
| 12 de junio de 1991      | Louisville, Kentucky         | Estados Unidos | Louisville Gardens                 |
| 14 de junio de 1991      | Tinley Park, Illinois        | Estados Unidos | First Midwest Bank Amphitheatre    |
| 15 de junio de 1991      | East Troy, Wisconsin         | Estados Unidos | Alpine Valley Music Theatre        |
| 16 de junio de 1991      | Columbus, Ohio               | Estados Unidos | Battelle Hall                      |
| 18 de junio de 1991      | Noblesville, Indiana         | Estados Unidos | Deer Creek Music Center            |
| 20 de junio de 1991      | Richfield, Ohio              | Estados Unidos | Richfield Coliseum                 |
| 21 de junio de 1991      | Toronto                      | Canadá         | Exhibition Stadium                 |
| 22 de junio de 1991      | Clarkston, Míchigan          | Estados Unidos | Pine Knob Music Theatre            |
| 23 de junio de 1991      | Mears, Míchigan              | Estados Unidos | Val du Lakes Amphitheatre          |
| 25 de junio de 1991      | Burgettstown, Pensilvania    | Estados Unidos | Star Lake Amphitheatre             |
| 26 de junio de 1991      | Corfu, Nueva York            | Estados Unidos | Darien Lake                        |
| 27 de junio de 1991      | Middletown, Nueva York       | Estados Unidos | Orange County Fair Speedway        |
| 28 de junio de 1991      | Nueva York                   | Estados Unidos | Madison Square Garden              |
| 29 de junio de 1991      | Philadelphia                 | Estados Unidos | Wachovia Spectrum                  |
| 30 de junio de 1991      | Baltimore                    | Estados Unidos | 1st Mariner Arena                  |
| 1 de julio de 1991       | Hampton, Virginia            | Estados Unidos | Hampton Coliseum                   |
| 3 de julio de 1991       | Hershey, Pensilvania         | Estados Unidos | Hersheypark Stadium                |
| 4 de julio de 1991       | Weedsport, Nueva York        | Estados Unidos | Cayuga County Speedway             |
| 5 de julio de 1991       | Portland, Maine              | Estados Unidos | Cumberland County Civic Center     |
| 6 de julio de 1991       | Mansfield, Massachusetts     | Estados Unidos | Great Woods                        |
| 7 de julio de 1991       | Bristol, Connecticut         | Estados Unidos | Lake Compounce                     |
| 9 de julio de 1991       | Fayetteville, North Carolina | Estados Unidos | Cumberland County Crown Coliseum   |
| 10 de julio de 1991      | Greenville, South Carolina   | Estados Unidos | Greenville Memorial Auditorium     |
| 11 de julio de 1991      | Charleston, South Carolina   | Estados Unidos | King Street Palace                 |
| 12 de julio de 1991      | Atlanta                      | Estados Unidos | Omni Coliseum                      |
| 13 de julio de 1991      | Lakeland, Florida            | Estados Unidos | Lakeland Civic Center              |
| 14 de julio de 1991      | Miami                        | Estados Unidos | Miami Arena                        |

### Cancelaciones
| Fecha               | Ciudad     | País           | Lugar                  |
| ------------------- | ---------- | -------------- | ---------------------- |
| 17 de junio de 1991 | Cincinnati | Estados Unidos | Riverbend Music Center |